# Supermensen in paranoia
Supermensen in paranoia is een hoorspel van Peter O. Chotjewitz. Supermenschen in Paranoia werd op 10 december 1969 door de Süddeutscher Rundfunk uitgezonden. Paul Vroom vertaalde het en de KRO zond het uit in het programma Dinsdagavondtheater op dinsdag 24 oktober 1972. De muziekadviezen werden gegeven door Theo Stokkink en de regisseur was Willem Tollenaar. Het hoorspel duurde 50 minuten.

## Rolbezetting
- Hans Veerman
- Louise Robben
- Hans Karsenbarg
- Wieze ‘t Hooft
- Willy Brill
- Bert Dijkstra
- Paul van der Lek
- Paula Majoor
- Fé Sciarone
- Frans Vasen
- Jan Wegter
- Jan Borkus

## Inhoud
Deze satire gaat over een generatie waarvoor de titel Supermensen in paranoia staat. Ze verenigt schijnbaar ongelijksoortige motieven en concepten: alledaagse Italiaanse schlagers vermengen zich met revolutionaire woordenschat, opgejaagde hasjiesjdealers barsten uit in een luidruchtige huwelijkscrisis, welbespraakte individuen proberen hun eigen tekortkomingen als verslaving te definiëren, “problemen die alleen maatschappelijk oplosbaar zijn”…